# Harlow Rothert
Harlow Rothert (Estados Unidos, 1 de abril de 1908-13 de abril de 1997) fue un atleta estadounidense, especialista en la prueba de lanzamiento de peso en la que llegó a ser subcampeón olímpico en 1932.

## Carrera deportiva
En los JJ. OO. de Los Ángeles 1932 ganó la medalla de plata en el lanzamiento de peso, llegando hasta los 15.67 metros, siendo superado por su compatriota Leo Sexton (oro con 16.00 m) y por delante del checoslovaco František Douda (bronce con 15.61 metros).